# Амелія Вілья
Марія Амелія Чопіта Вілья (ісп. María Amelia Chopitea Villa, 20 березня 1900, Колькечака, Потосі, Болівія — 26 січня 1942) — письменниця і перша лікарка у Болівії. Вона народилася тоді, коли болівійське суспільство було дуже патріархальним.

## Ранні роки й освіта
Народилася 1900 року у Колькечаці, Потосі, Болівія. Її батьками були Адольфо Чопіта й Амелія Вілья.

## Кар'єра
Після здобуття ступеня бакалавра, 1919 року вступила до медичного коледжу Університету святого Франциска Хав'єра в Сукре, Болівія, де була чудовою студенткою. Під час навчання в університеті проходила стажування у лікарні Санта-Барбара. Пізніше стала першою болівійською жінкою, яка вивчила медицину. Закінчивши навчання в університеті, почала писати докторську дисертацію «Causas de la mortalidad infantil» під керівництвом професора Ніколаса Ортіса Антіло; її схвалили 25 червня 1926 року. Вілья зосередилася на високому рівні смертності немовляти того часу. Вона почала згадувати надзвичайну частоту смертності в навколишньому середовищі з усіма недоліками відсталості національних громад. Представила статистичний підхід до дитячої смертності та смертності від 1920 до 1925 року, у якому продемонструвала, що на кожні сто дітей 39 % померли. Протягом року народилося 870 осіб та 490 померло. Закінчила дисертацію, висловивши вдячність вчителям, які виявили підтримку та ентузіазм, серед яких Леонідас Тардіо, Домінго Гусман, Хайме Мендоса, Вальтер Віллафані, а також подякувала своєму хрещеному батькові, доктору Ніколасу Ортісу Антіло. Вілья стала першою аспіранткою Болівії в галузі педіатрії.
У вересні 1926 року Парламент Болівії оприлюднив закон, що дозволяв Вільї вирушити до Парижа і вона отримала стипендію для подальшого навчання. У Парижі вона навчалася у багатьох лікарів і працювала у кількох лікарнях, як-от Maternity Baudeloque, Tarnier, Efants Malades тощо. У квітні 1929 року представляла Болівію на Конгресі Міжнародної асоціації жінок-медиків (Association internationale des femmes-médecins) у Парижі; вона була єдиною жінкою з Південної Америки. Повернувшись до Болівії, стала знаним хірургом і спеціалізувалася в галузі гінекології та педіатрії. Заснувала Pabellon de Niños (Дитяче відділення) при лікарні Оруро. Уряд Болівії вшановував її за роботу. Вона також допомагала сім'ям солдатів під час Чакської війни.
Її вказали в іспаномовній книзі «Quien es quién en Bolivia» (Хто є Хто в Болівії), опублікованій 1942 року, в рік її смерті. Її сестра Еліа Чопіта також вивчала медицину, ставши другою жінкою-лікарем у Болівії. Лікарка Чопіта належала до різних наукових установ: членка Міжнародної медичної асоціації, що базується в Лондоні, Президент Червоного Хреста в Уруру, президент Клубу левів в Оруро (1930—1935), членка Асоціації університетських і професійних жінок у Парижі. В Уруру головувала у Народному американському легіоні цивільного характеру.

## Смерть і пам'ять
Померла 26 січня 1942 року.
Амелія Чопіта Вілья — одна з 999 жінок, пам'ять про яких представили в композиції «Поверх спадщини» в рамках художньої інсталяції Джуді Чикаго 1974—1994 років «Звана вечеря» у Бруклінському музеї.